# Viéville
För andra betydelser, se Viéville (olika betydelser).
Viéville är en kommun i departementet Haute-Marne i regionen Grand Est (tidigare regionen Champagne-Ardenne) i nordöstra Frankrike. Kommunen ligger i kantonen Vignory som tillhör arrondissementet Chaumont. År 2022 hade Viéville 336 invånare.

## Befolkningsutveckling
Antalet invånare i kommunen Viéville
| Referens: INSEE |